# Tylawa (gmina)
Tylawa – dawna gmina wiejska istniejąca w latach 1934–1954 w woj. lwowskim i rzeszowskim (dzisiejsze woj. podkarpackie). Siedzibą władz gminy była Tylawa.
Gmina zbiorowa Tylawa została utworzona 1 sierpnia 1934 roku w powiecie krośnieńskim w woj. lwowskim z dotychczasowych jednostkowych gmin wiejskich: Barwinek, Mszana, Ropianka, Smereczne, Tylawa, Wilsznia i Zyndranowa. Po wojnie gmina znalazła się w powiecie krośnieńskim w nowo utworzonym woj. rzeszowskim. Według stanu z dnia 1 lipca 1952 roku gmina składała się z 7 gromad: Barwinek, Mszana, Ropianka, Smereczne, Tylawa, Wilsznia i Zyndranowa. 
Gmina została zniesiona 29 września 1954 roku wraz z reformą wprowadzającą gromady w miejsce gmin. Jednostki nie przywrócono 1 stycznia 1973 roku po reaktywowaniu gmin.